# Старинское
Старинское — село в Пильнинском районе Нижегородской области России. Входит в состав Большеандосовского сельсовета.

## География
Село находится на юго-востоке Нижегородской области, в пределах восточной части Приволжской возвышенности, в зоне хвойно-широколиственных лесов, к северу от реки Анда, на расстоянии приблизительно 13 км (по прямой) к северо-западу от Пильны, административного центра района. Абсолютная высота — 148 м над уровнем моря.
Климат
Климат характеризуется как умеренно континентальный, умеренно влажный, с относительно тёплым летом и холодной малоснежной зимой. Среднегодовая температура — 3,4 °C. Средняя температура воздуха самого тёплого месяца (июля) — 18,8 °C (абсолютный максимум — 36 °C); самого холодного (января) — −12,4 °C (абсолютный минимум — −44 °C). Среднегодовое количество атмосферных осадков составляет 500—550 мм.
Часовой пояс
Село Старинское, как и вся Нижегородская область, находится в часовой зоне МСК (московское время). Смещение применяемого времени относительно UTC составляет +3:00.

## Население
| 2002 | 2010 |
| ---- | ---- |
| 118  | ↘82  |

Национальный состав
Согласно результатам переписи 2002 года, в национальной структуре населения русские составляли 88 %.

## Известные уроженцы
- Федосеев, Пётр Николаевич (1908—1990) — советский философ. Доктор философских наук. Герой Социалистического Труда.